# Château de Coubertin
Le château de Coubertin est un édifice situé à Saint-Rémy-lès-Chevreuse, en France.

## Localisation
Le château est situé sur le territoire de la commune de Saint-Rémy-lès-Chevreuse, dans le département des Yvelines, en région Île-de-France.

## Description
Il est le siège de la fondation de Coubertin.

## Historique
Le château est inscrit au titre des monuments historiques par arrêté du 7 septembre 1945.